# Stephan Sigrist (Genetiker)

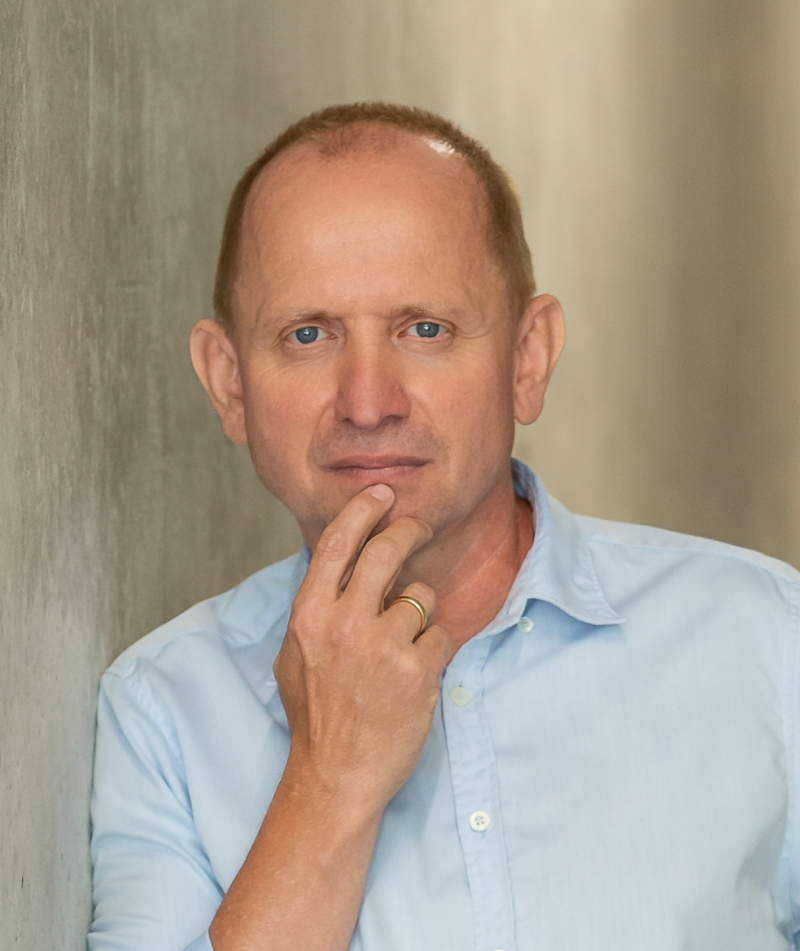
Porträtfoto von Stephan Sigrist (2024)

Stephan Sigrist (* 9. September 1967 in Freiburg im Breisgau) ist ein deutscher Genetiker, Neurobiologe und Biochemiker. Er ist Professor für Genetik am Fachbereich Biologie, Chemie, Pharmazie der Freien Universität Berlin und ist Experte auf dem Gebiet der zellulären und molekularen Organisation des Nervensystems.

## Leben und Werk

### Ausbildung
Stephan Sigrist studierte Chemie an der Technischen Universität Berlin und Biochemie an der Eberhard Karls Universität Tübingen, wo er 1993 sein Diplom erhielt. 1997 promovierte er am Friedrich-Miescher-Laboratorium der Max-Planck-Gesellschaft in Tübingen und habilitierte sich 2005 an der Universitätsmedizin der Georg-August-Universität Göttingen, wo er für die beste Habilitation ausgezeichnet wurde.

### Forschung und Lehre
Ab 2001 leitete Sigrist eine Forschungsgruppe am Europäischen Zentrum für Neurowissenschaften in Göttingen, die sich mit Neuroplastizität beschäftigte. Dabei nutzte er das Modell der Fruchtfliege Drosophila melanogaster, um die molekularen Grundlagen von Lern- und Gedächtnisprozessen zu erforschen. 2008 übernahm er eine Professur für Molekulare Entwicklungsgenetik an der Freien Universität Berlin. Seit 2009 ist er auch Vorstandsmitglied im Exzellenzcluster Neurocure an der Charité - Universitätsmedizin Berlin. Sigrist und sein Team sind bekannt für den Einsatz von Techniken wie der superauflösenden Lichtmikroskopie (STED) und der Live-Bildgebung von synaptischen Proteindynamiken. Seine Forschung an Spermidin, einem Molekül, das altersbedingten Erinnerungsverlust stoppen kann, führte zu klinischen Studien über dessen mögliche Anwendung bei Demenzerkrankungen.

## Ehrungen
2014 wurde Sigrist als „Einstein-Professor“ von der Einstein Stiftung Berlin gefördert. 2023 erhielt er einen „ERC Advanced Grant“ des Europäischen Forschungsrats  für die Erforschung der Gehirnresilienz und wurde er in die European Molecular Biology Organization (EMBO) gewählt, eine europäische Organisation von Spitzenforschern der Molekularbiologie.
Er ist Beiratsmitglied bei mehreren wissenschaftlichen Institutionen in Deutschland und Österreich.

## Publikationen (Auswahl)
Sigrist hat rund 160 wissenschaftliche Publikationen veröffentlicht, die über 20.000 Mal zitiert wurden.
- mit Christian F. Lehner: Drosophila fizzy-related down-regulates mitotic cyclins and is required for cell proliferation arrest and entry into endocycles. In: Cell, Bd. 90(4). Elsevier, Amsterdam 1997, ISSN 0092-8674, S. 671–681.
- Postsynaptic translation affects the efficacy and morphology of neuromuscular junctions. In: Nature, Bd. 405(6790). Macmillan Publishers, London 2000, ISSN 0028-0836, S. 1062–1065.
- mit Tobias Rasse u. a.: Glutamate receptor dynamics organizing synapse formation in vivo. In: Nature Neuroscience, Bd. 8(7). Nature Publishing Group, London 2005. ISSN 1097-6256, S. 898–905.
- mit Robert J. Kittel u. a.: Bruchpilot promotes active zone assembly, Ca2+ channel clustering, and vesicle release. In: Science, Bd. 312(5776). AAAS, Washington 2006, ISSN 0036-8075, S. 1051–1054.
- mit Dhananjay Wagh u. a.: Bruchpilot, a protein with homology to ELKS/CAST, is required for structural integrity and function of synaptic active zones in Drosophila. In: Neuron, Bd. 49(6). Cell Press, Cambridge (USA) 2006, ISSN 0896-6273, S. 833–844.
- mit Annina Schmid u. a.: Activity-dependent site-specific changes of glutamate receptor composition in vivo. In: Nature Neuroscience, Bd. 11(6). Nature Publishing Group, London 2008, ISSN 1097-6256, S. 659–666.
- mit David Owald u. a.: A Syd-1 homologue regulates pre- and postsynaptic maturation in Drosophila. In: Journal of Cell Biology, Bd. 188(4). Rockefeller University Press, New York City 2010, ISSN 0021-9525, S. 565–579.
- mit Ke-Shun Liu u. a.: RIM-binding protein, a central part of the active zone, is essential for neurotransmitter release. In: Science, Bd. 334(6062). AAAS, Washington 2011, ISSN 0036-8075, S. 1565–1569.
- mit David Owald u. a.: Cooperation of Syd-1 with Neurexin synchronizes pre- with postsynaptic assembly. In: Nature Neuroscience, Bd. 15(9). Nature Publishing Group, London 2012, ISSN 1097-6256, S. 1219–1226.
- mit Vinod Kumar Gupta u. a.: Restoring polyamines protects from age-induced memory impairment in an autophagy-dependent manner. In: Nature Neuroscience, Bd. 16(10). 2013, S. 1453–1460.
- mit Mathias A. Böhme u. a.: Active zone scaffolds differentially accumulate Unc13 isoforms to tune Ca(2+) channel-vesicle coupling. In: Nature Neuroscience, Bd. 19(10). Nature Publishing Group, London 2016, ISSN 1097-6256, S. 1311–1320.
- mit Anuradha Bhukel u. a.: Autophagy within the mushroom body protects from synapse aging in a non-cell autonomous manner. In: Nature Communications, Bd. 10(1). Nature Publishing Group, London 2019, eISSN 2041-1723, S. 1318.
- mit Atefeh Pooryasin u. a.: Unc13A and Unc13B contribute to the decoding of distinct sensory information in Drosophila. In: Nature Communications, Bd. 12(1). Nature Publishing Group, London 2021, eISSN 2041-1723, S. 1932.
- mit Tina Ghelani u. a.: Interactive nanocluster compaction of the ELKS scaffold and Cacophony Ca(2+) channels drives sustained active zone potentiation. In: Science Advances, Bd. 9(7). AAAS, Washington 2023, ISSN 2375-2548, S. eade7804.
- mit Sila Rizalar u. a.: Phosphatidylinositol 3,5-bisphosphate facilitates axonal vesicle transport and presynapse assembly. In: Science, Bd. 382(6667). AAAS, Washington 2023, ISSN 0036-8075, S. 223–230.